# Vaccinium igneum
Vaccinium igneum är en ljungväxtart som beskrevs av J. J. Smith. Vaccinium igneum ingår i Blåbärssläktet, och familjen ljungväxter. Inga underarter finns listade i Catalogue of Life.